# Шумерля (деревня)
Шу́мерля (чув. Çĕмĕрле) — деревня в  Шумерлинском муниципальном округе Чувашской Республики России.  

## Географическое положение
Расположена в 3 км к северо-западу от одноимённого районного центра — города Шумерли. Ближайшая железнодорожная станция Шумерля расположена там же. К югу от деревни проходит региональная автодорога «Сура». Деревня располагается на берегах реки Шумерлинки, притока Суры.

## История
Первые поселенцы на берегах реки Шумерлинки появились в XV веке. Деревня известна с конца XVIII века. 
Есть две версии происхождения названия деревни — от чув. сĕмĕрсе, «разрушать, срывать, шуметь», от быстрого течения речки, либо от чув. Çĕмĕртлĕх — «черёмуховое место». От деревни происходит название близлежащей железнодорожной станции Шумерля, открытой в 1916 году, а от неё — название города Шумерля, выросшего впоследствии из пристанционного посёлка.
До 1835 года жители деревни были государственными, до 1863 года — удельными крестьянами. В 1894 году в деревне открылась школа грамоты. В 1931 году образован колхоз «XIV лет Октября».
В 1936 году в деревне родился будущий композитор Алексей Мажуков.

### Административная принадлежность
Деревня входила в состав Ратовской и Языковской волостей Курмышского уезда с XIX века до 1923 года (в том числе Ратовского удельного приказа в 1835—1863 гг.), Языковской волости Сергачского уезда в 1923—1924 гг., Ходаровской волости Ядринского уезда в 1924—1927 гг. В 1927—1935 гг. относилась к Вурнарскому району, с 1935 года относится к Шумерлинскому району, кроме периода 1965—1966 гг., когда находилась в подчинении городского совета города Шумерли. С 1927 года — центр Шумерлинского сельсовета, позднее реорганизованного в Шумерлинское сельское поселение.

## Органы власти
В рамках организации местного самоуправления с 2004 по 2021 гг. в границах деревни существовало муниципальное образование Шумерлинское сельское поселение  . Упразднено законом от 14 мая 2021 года в рамках преобразования муниципального района со всеми входившими в его состав поселениями путём их объединения в муниципальный округ . С 1 января 2022 года функционирует Шумерлинский территориальный отдел 

## Население
| 2010 | 2012 | 2013 | 2014 | 2015 | 2016 | 2017 |
| ---- | ---- | ---- | ---- | ---- | ---- | ---- |
| 1037 | ↘989 | ↘918 | ↘885 | ↘818 | ↗820 | ↘809 |
| 2018 | 2019 | 2020 | 2021 |      |      |      |
| ↘793 | ↗801 | ↘791 | ↘762 |      |      |      |

Число дворов и жителей:
- 1795 — 20 дворов, 36 мужчин, 25 женщин.
- 1869 — 168 мужчин, 203 женщины.
- 1897 — 93 двора, 323 мужчины, 339 женщин.
- 1926 — 196 дворов, 475 мужчин, 486 женщин.
- 1939 — 750 мужчин, 739 женщин.
- 1979 — 724 мужчины, 821 женщина.
- 2002 — 542 двора, 1054 человека: 494 мужчины, 560 женщин.
- 2010 — 438 частных домохозяйств, 1037 человек: 498 мужчин, 539 женщин.[2]

Среди населения деревни — чуваши, русские, татары, мордва (эрзя) и другие.

## Современное состояние
В деревне действуют школа, фельдшерский пункт, клуб, библиотека, отделения связи и Сбербанка, музей, 2 спортплощадки, 5 магазинов, торговый киоск, кафе.